# Stenolepis ridleyi
Stenolepis ridleyi is een hagedis uit de familie Gymnophthalmidae.
Stenolepis ridleyi werd voor het eerst wetenschappelijk beschreven door George Albert Boulenger in 1887. Het is de enige soort uit het monotypische geslacht Stenolepis. De wetenschappelijke geslachtsnaam Stenolepis betekent vrij vertaald 'nauwschubbig'; στενός, stenos = nauw en λεπίς, lepis = schub. De soortaanduiding ridleyi is een eerbetoon aan de Britse botanicus Henry Nicholas Ridley (1855 - 1956).
De hagedis komt voor in delen van Zuid-Amerika en leeft endemisch in Brazilië in de staten Pernambuco en Ceará.